# Tetrameles nudiflora
Espèce
Statut de conservation UICN

 LC  : Préoccupation mineure
Tetrameles nudiflora ou faux fromager est un arbre de la famille des Tétramélacées. C'est la seule espèce du genre Tetrameles.

## Description
Cet arbre géant de forme columnaire large mesure jusqu'à 45 m de haut.
Il est célèbre pour ses majestueux contreforts très caractéristiques.

## Distribution
C'est un arbre qui se trouve dans le Queensland (Australie), le Bangladesh, le Bhoutan, la Chine, l'Inde, l'Indonésie, le Laos, la Malaisie, la Birmanie, le Sri Lanka, le Cambodge, la Thaïlande et le Viêt Nam.

## Galerie
| |
| Gros plan sur le Bouddha enserré dans les emblématiques racines de Tetrameles nudiflora au temple khmer bouddhiste de Preah Khan (fin du XIIe siècle, site d'Angkor, Cambodge) |

| |
| Emblématiques racines de Tetrameles nudiflora au temple khmer bouddhiste de Preah Khan (fin du XIIe siècle, site d'Angkor, Cambodge) |

| |
| Entrée envahie par les racines d'un Tetrameles nudiflora (Temple khmer de Ta Prohm, fin du XIIe siècle, Site d'Angkor, Cambodge) |